# Kawasaki GPZ 550
Kawasaki GPZ 550 ist ein Motorradmodell der japanischen Firma Kawasaki Heavy Industries.

## Geschichte
Das Modell kam im Jahr 1981 als zweites Modell der GPZ-Reihe nach der Kawasaki GPZ 1100 auf den Markt, Lackierung und äußeres Erscheinungsbild beider Modelle waren sich ähnlich, jedoch war die GPZ 550 mit einer Cockpitverkleidung ausgerüstet. Kawasaki brachte das Mittelklasse-Sportmodell ohne Berücksichtigung der Deutschen Versicherungsklassen auf den Markt, der Motor leistete 55 PS (43 kW) bei 9000/min, das maximale Drehmoment betrug 48 Nm bei 8000/min. Damit war die GPZ etwas stärker motorisiert als ihr Vorgängermodell, die Kawasaki Z 500, dies wurde durch ein höheres Verdichtungsverhältnis von 10:1 und einen um 2 mm größeren Vergaser erreicht. Mittels eines Ölkühlers wurde die Motortemperatur reduziert.

## GPZ 550

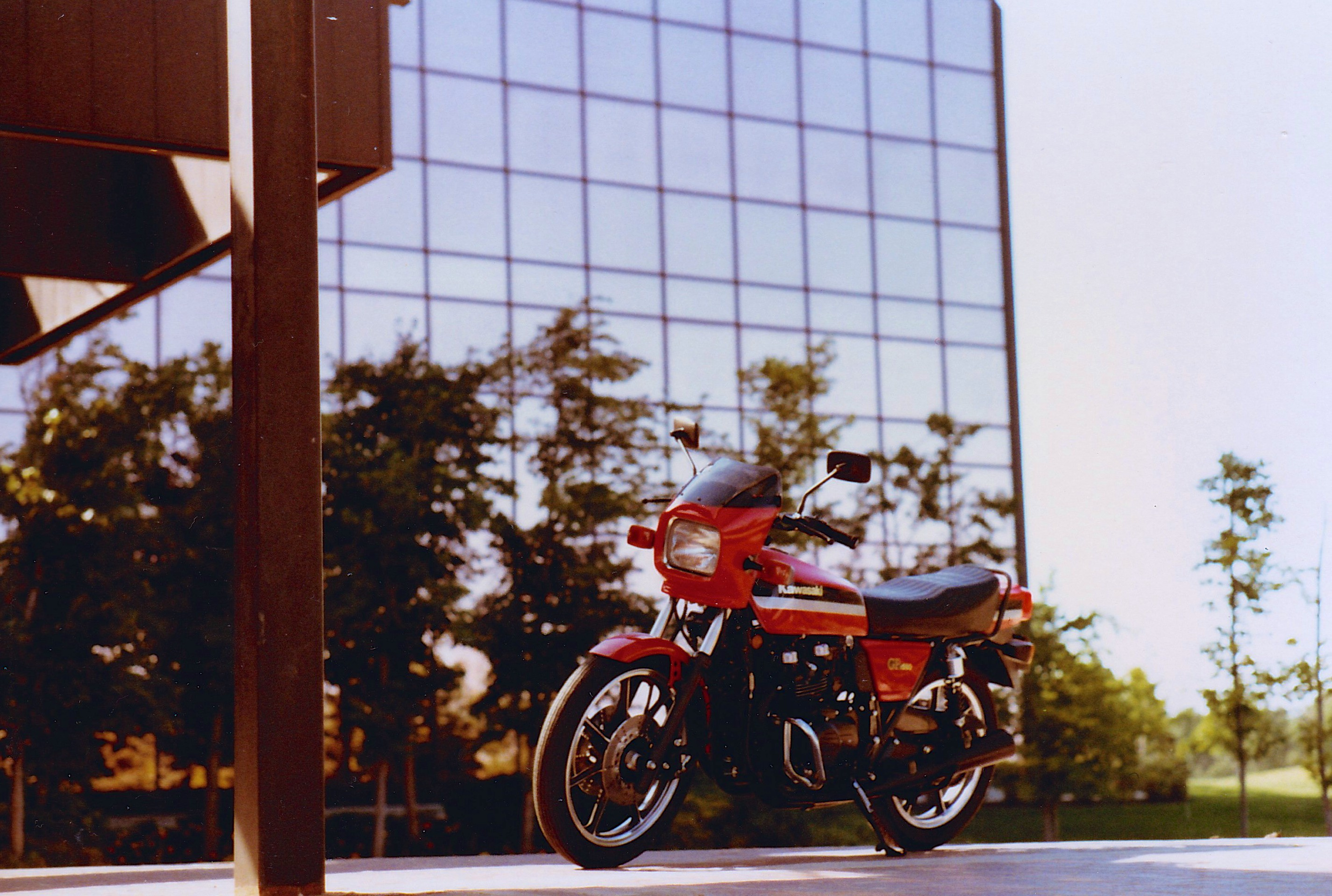
Kawasaki GPz 550, Bj. 1981 mit konventionellen, hinteren Federbeinen

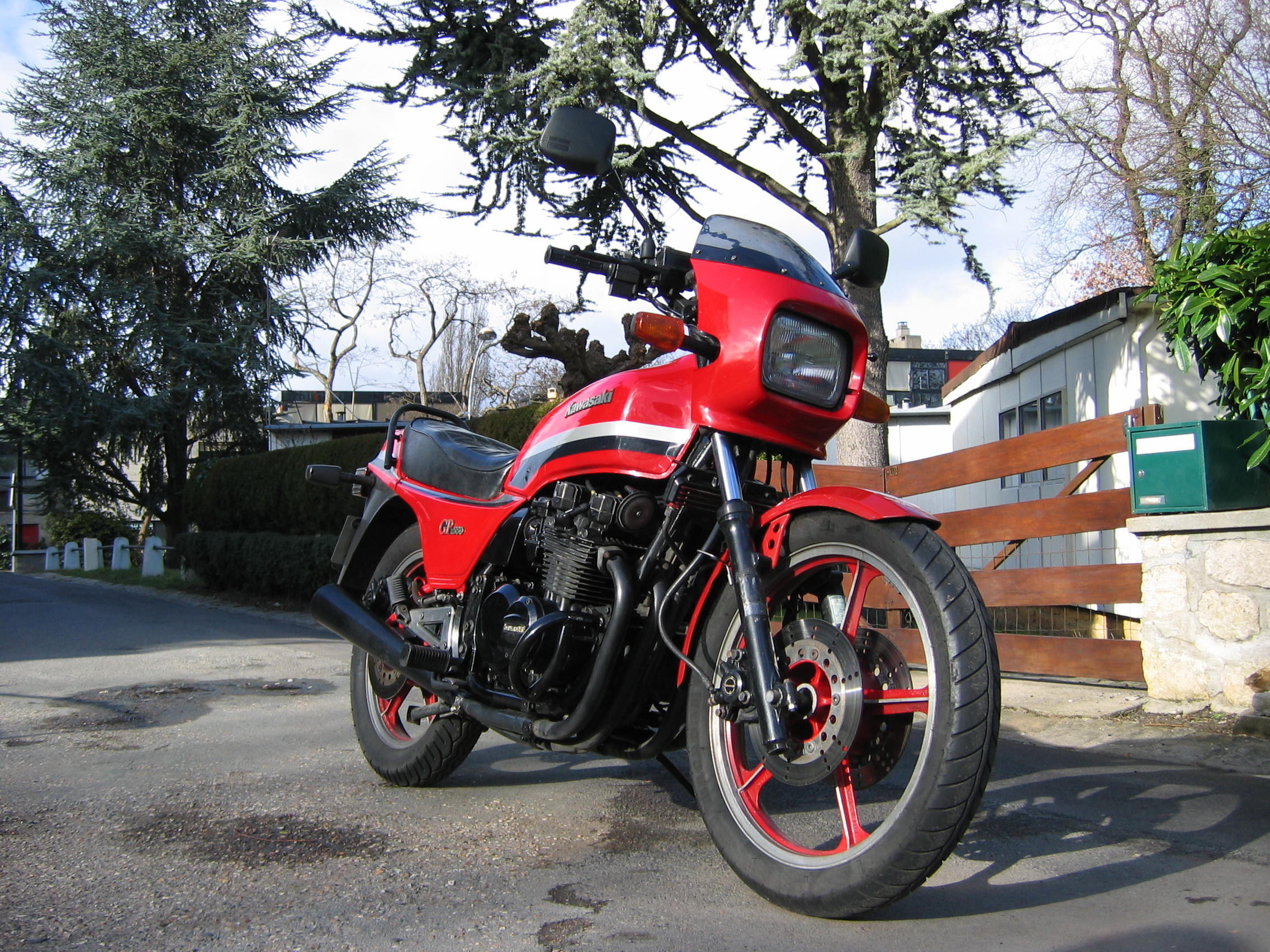
Kawasaki GPz 550 Bj. 1982, mit hinterer Uni-Trak-Federung

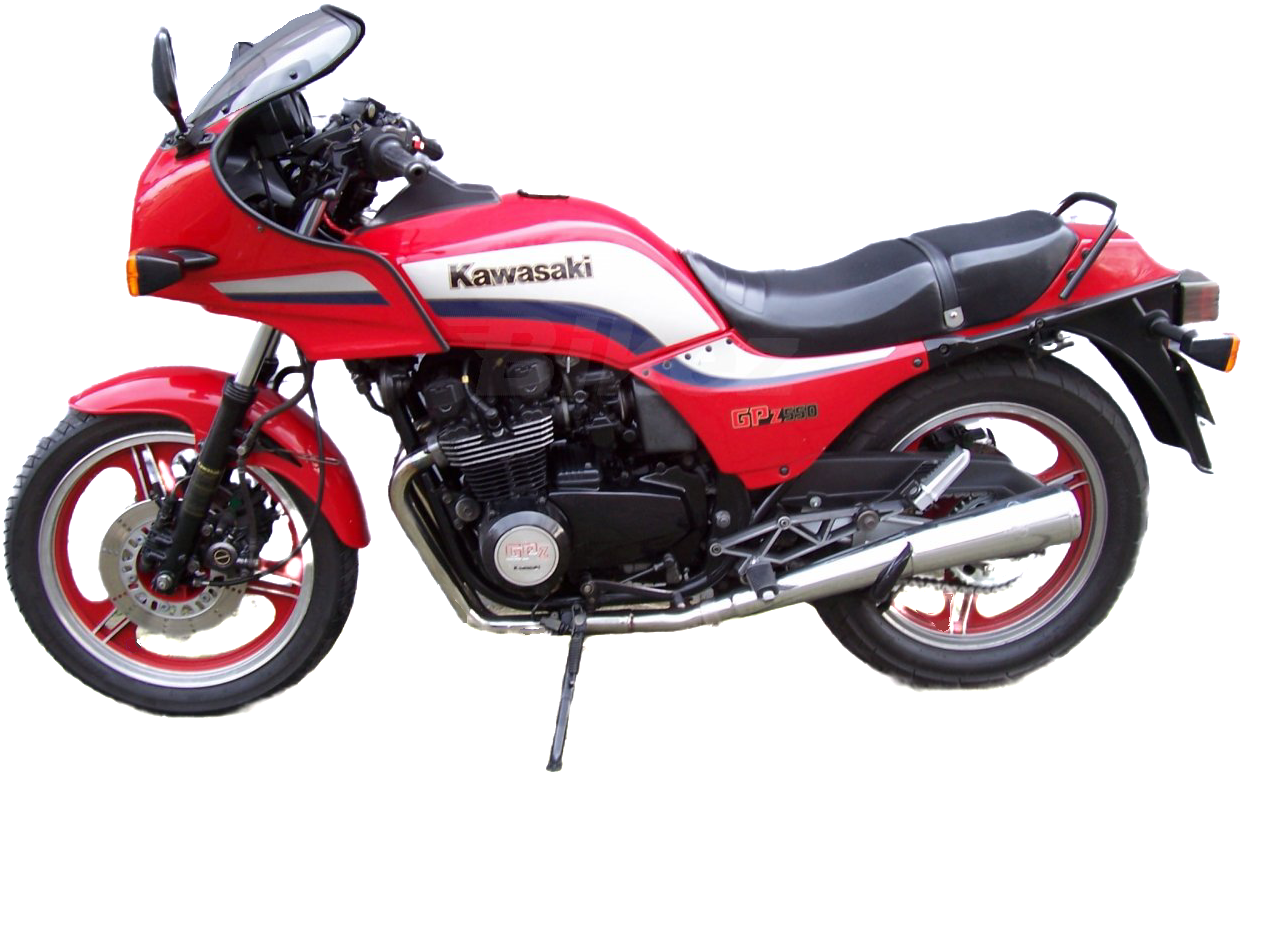
Kawasaki GPz 550, (ZX 550 A1), Bj. 1985

Das Fahrwerk der GPZ 550 wurde von der Z 550 B übernommen, welches geometrisch identisch ist mit dem der Kawasaki Z 500. Mit einem Gewicht von damals nur 216 kg setzte die GPZ 550 neue Maßstäbe in der Mittelklasse, überschritt das Modell als Serienmotorrad seiner Größe zum ersten Mal die 200-km/h-Marke (Messwert tatsächlich jedoch nur 195 km/h). Die Durchzugswerte waren besser als die der Kawasaki Z 500, jedoch unter denen der Z 550 B. Der Motor lief, verglichen mit den Modellen mit 500 cm³, vibrationsärmer und wurde trotz hoher Verdichtung mit Normalbenzin betrieben. Ausgerüstet mit einer luftunterstützten Gabel und hinteren Federbeinen mit mehreren Dämpfungs-Druckstufen war das Fahrwerk weicher ausgelegt als bei der sportlich abgestimmten Kawasaki Z 500, die große Bodenfreiheit erlaubte enorme Schräglagen. Das Modell kostete zu seiner Zeit in Deutschland 6460,- DM.

## GPZ 550 H1 & H2
Kurz nach Präsentation der GPZ 550 brachten Honda und Yamaha gleichfalls sportliche Mittelklasse-Maschinen auf den Markt und zwangen Kawasaki zur weiteren Modellentwicklung. Kawasaki übertrug das hauseigene Uni-Trak-System auf das neue Modell und rüstete dies mit einem zentralen, stehenden Federbein mit progressivem Hebelsystem aus, welches sich an der Stahlrohr-Hinterradschwinge abstütze. Der Rahmen wurde entsprechend neu konstruiert. Dies führte zu einer Verlängerung des Federweges um 20 mm und einer präziseren Hinterradführung. Die Dämpfung des Federbeins ließ sich vierfach verstellen. Durch den flacheren Lenkkopfwinkel verlängerte sich der Nachlauf, was die Geradeauslaufeigenschaften verbesserte, das Handling jedoch geringfügig verschlechterte. Die neue Rahmenform beeinflusste die Linienführung des Modells, das Heck stand deutlich höher, der Tank reichte hinten weit herunter, daran schlossen sich die Seitendeckel an, welche jetzt bis zum Heckbürzel reichten. Der Tank fasste 18,5 l, die Sitzbank war nicht mehr klappbar, sondern gesteckt. Um Gewicht einzusparen, wurden bei diesem Modell die Naben der Räder hohl gegossen, die Fußrasten-Halteplatten filigraner ausgestaltet und die Lenkerstummel auf den Gabelholmen angeschellt. Mit diesen Maßnahmen wurde das Modell in Vergleich zu seiner Vorgängerin um rund 3 kg leichter.
Der Motor wurde nicht neu konstruiert, sondern erfuhr eine Leistungssteigerung durch größere Vergaser und geänderte Ventilsteuerzeiten und leistete 62 PS (46 kW) bei einer um 500/min gesteigerten Nenndrehzahl. Das neue Modell wirkte insgesamt schlanker, erreichte eine leicht höhere Endgeschwindigkeit und wurde als GPZ 550 H2 bis 1984 praktisch unverändert weitergebaut.

## ZX 550 A1
Im Jahr 1984 erfolgte die dritte Auflage der GPZ 550 unter der Bezeichnung ZX 550 A1. Das Modell ähnelte im Erscheinungsbild wiederum der Kawasaki GPZ 1100 mit rahmenfester Halbschalenverkleidung, verschiedenen großen Rundinstrumenten und einer Anzeigen-Konsole auf dem geschwungenen Tank. Die Dreispeichen-Räder waren mit Niederquerschnittsreifen bestückt (Größe: 110/90 H 18 vorne & 120/80 H 18 hinten). Bei der Verkleinerung des Vorderrades um einen Zoll folgte Kawasaki dem von der Konkurrenz kreierten Trend der ultrakleinen 16-Zoll-Vorderräder. Die Vorderradgabel war jetzt mit einem Anti-Dive System ausgerüstet. Die Uni-Trak Hinterradfederung wurde gleichfalls verbessert, die Federhärte war nun auch von außen verstellbar. Das Hinterrad lief jetzt in einer Aluminium-Kastenschwinge. Damit wurde das Gesamtgewicht auf 204 kg reduziert. Das kleinere Vorderrad und der kürzere Nachlauf machten die ZX 550 A1 wendiger, ohne dass Abstriche beim Geradeauslauf entstanden.